# Shingle Springs
Shingle Springs es un lugar designado por el censo ubicado en el condado de El Dorado en el estado estadounidense de California. En el año 2000 tenía una población de 2,643 habitantes y una densidad poblacional de 195 personas por km². Shingle Springs también forma parte del área metropolitana de Sacramento.

## Geografía
Shingle Springs se encuentra ubicado en las coordenadas 38°39′N 120°56′O / 38.650, -120.933. Según la Oficina del Censo, la ciudad tiene un área total de 13,5 km² (5,2 mi²), de la cual 13,5 km² (5,2 mi²) es tierra y 0 km² (0 mi²) (0%) es agua.

## Demografía
Según la Oficina del Censo en 2000 los ingresos medios por hogar en la localidad eran de $55,100, y los ingresos medios por familia eran $59,263. Los hombres tenían unos ingresos medios de $48,026 frente a los $31,635 para las mujeres. La renta per cápita para la localidad era de $25,795. Alrededor del 6.1% de la población estaban por debajo del umbral de pobreza.